# Severy
Pour la ville suisse, voir Sévery.
La ville américaine de Severy est située dans le comté de Greenwood, dans l’État du Kansas. Elle comptait 259 habitants lors du recensement de 2010.

## Source
- (en) Cet article est partiellement ou en totalité issu de l’article de Wikipédia en anglais intitulé « Severy, Kansas » (voir la liste des auteurs).